# Álvaro Obregón (Demarcación territorial)
Koordinaten: 19° 21′ N, 99° 14′ W
Die Delegación Álvaro Obregón, benannt nach dem früheren mexikanischen Präsidenten, ist einer von 16 Bezirken (demarcaciones territoriales) der mexikanischen Hauptstadt Mexiko-Stadt.

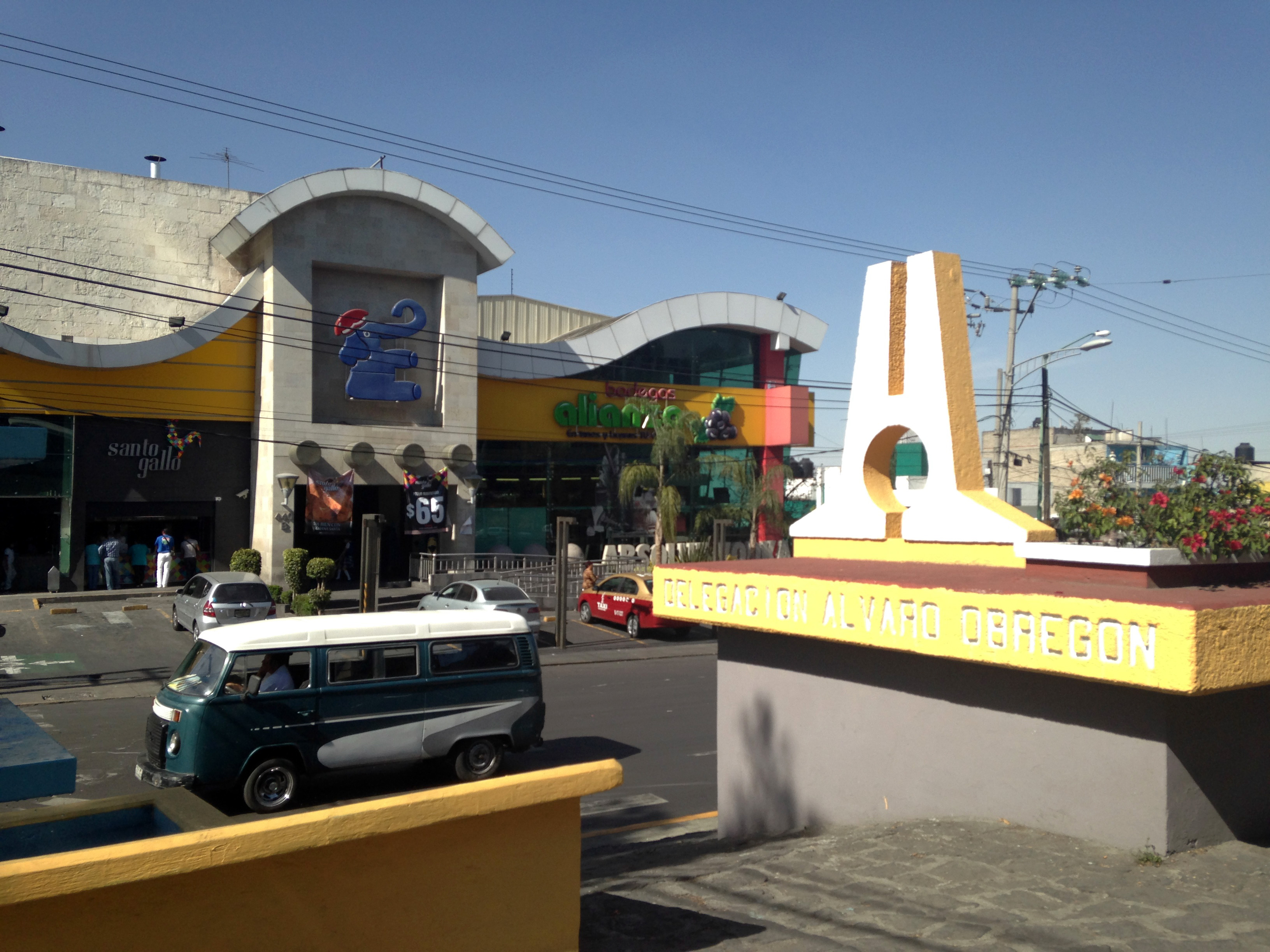
Allee Vasco de Quiroga in Álvaro Obregón, mit dem ehemaligen Wahrzeichen der Delegación

Der Bezirk Álvaro Obregón wurde 1928 kreiert, als die Delegaciones von Mexiko-Stadt gebildet wurden. Vorher hieß die Region San Ángel, wovon heute dem Namen nach nur die Colonia San Ángel zeugt, die einen Teil von Álvaro Obregón bildet.
Ebenfalls zum Bezirk Álvaro Obregón gehört auch ein Teil des Geschäftsviertels Santa Fe, das außerdem in den westlichen Nachbarbezirk Cuajimalpa de Morelos übergeht.
Neben dem eigentlichen Álvaro Obregón zählen auch die auf dem Gebiet des Bundesdistrikts liegenden Orte Cuauhtlamila, Ampliación San Bernabé und El Ermitaño zur Delegación Álvaro Obregón.